# ノルマ (小惑星)
ノルマ (555 Norma) は小惑星帯の小惑星である。C型小惑星のサブグループであるB型小惑星に分類され、テミス族の軌道を回っている。マックス・ヴォルフによってハイデルベルクで発見された。
ヴィンチェンツォ・ベッリーニのオペラ『ノルマ』の登場人物の名前に因んで命名された。